# Jules Franceschi
Lodovico Giuliauo Franceschi bzw. Louis Julien Franceschi genannt Jules (* 11. Januar 1825 in Bar-sur-Aube; † 1. September 1893 in Paris) war ein französischer Bildhauer italienischer Herkunft.

## Leben
Franceschi war ein Sohn des italienischen Gips- und Figurenformers Giovanni (Jean) Franceschi (* um 1790), der seit 1829 in Besançon für die Gießerei Saint Eve arbeitete und der ältere Bruder des Bildhauers Paul Franceschi (Jean Paul Paschal; 26. März 1826 – 18. März 1894). Er besuchte zunächst die Ecole de dessin in Besançon und folgte 1841 seinem Bruder nach Paris in das Atelier von François Rude. Hier bildete er sich an der  École des Beaux-Arts fort und stellte seit 1848 Werke im Salon de Paris aus. Er schuf Allegorien, Skulpturen für Grabmale und Bildnisse (Büsten und Medaillons). Seine Werke fanden in zahlreichen öffentlichen Gebäuden in Paris Verwendung oder kamen in französische Museen. Er unter anderem schuf Skulpturen an der Pariser Oper, im Palais Royal, für das Hôtel de Ville, für den Louvre und die Kirchen Saint Sulpice und Saint-François-Xavier.

## Familie
Franceschi war seit dem 4. Februar 1862 mit der Schauspielerin Emma Fleury (10. Mai 1836 – 18. Februar 1917) verheiratet, die der Comédie-Française angehörte, und hatte mindestens zwei Töchter:
- Marguerite Franceschi (1863–1946)
- Marie-Jeanne (auch Marie Anne) Franceschi (1864–1944) ⚭ Jean Athanase Henry Cranney (1845–1919). Sie stellte 1883 und 1884 Werke unter ihrem Mädchennamen und nach ihrer Vermählung als Mme Marie-Jeanne Cranney-Franceschi von 1887 bis 1907 im Salon des artistes français aus.[1]

Nach seinem Tod vermachte  Witwe dem Museum in Troyes eine Reihe von Gipsentwürfen.

## Auszeichnungen (Auswahl)
- 1861, 1864 und 1869 mit Medaillen
- 1874 Ritterkreuz der Ehrenlegion[2]

## Werke (Auswahl)

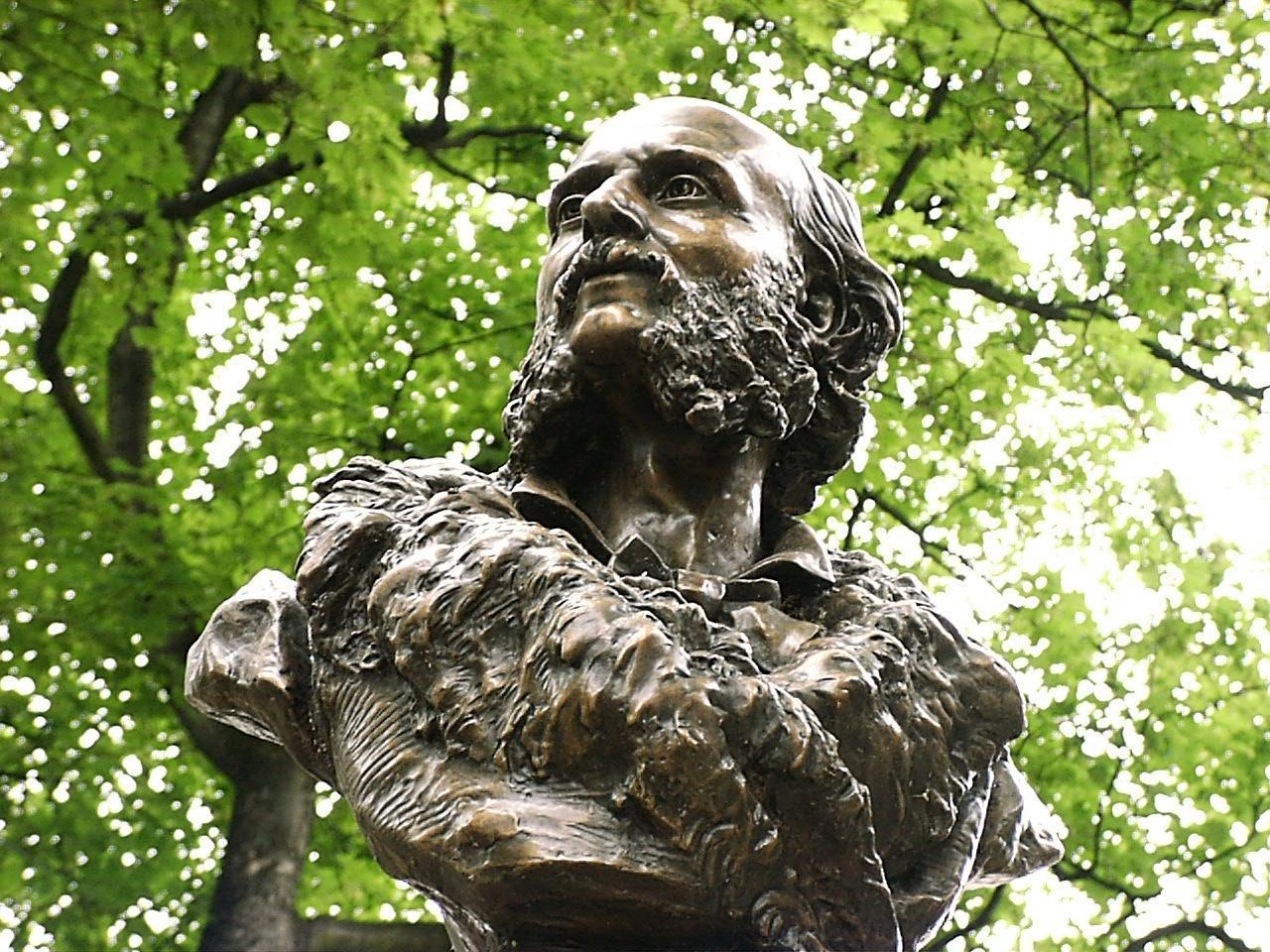
Büste Jacques Offenbach, Friedhof Montmartre

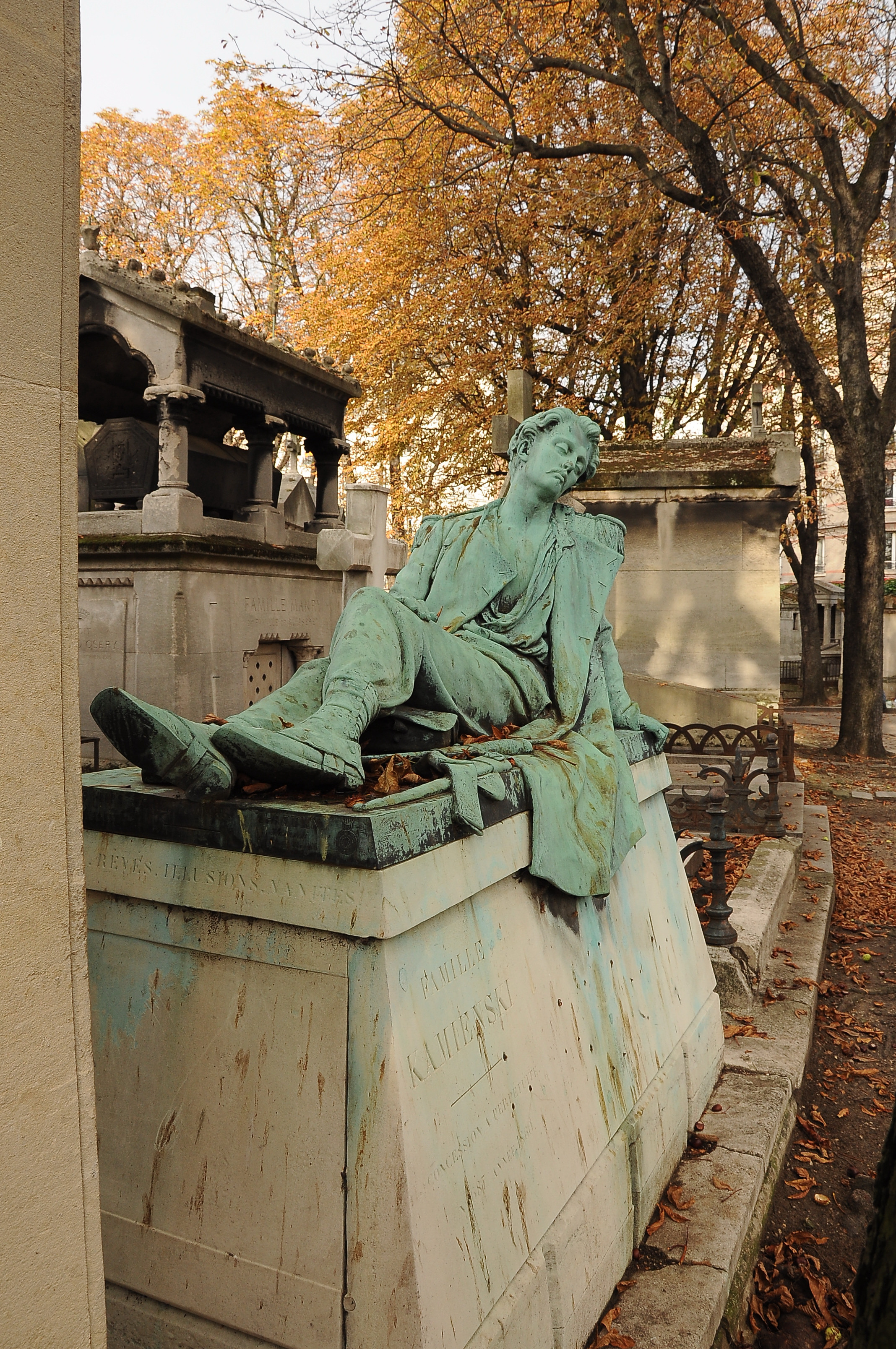
Bronzestatue Miecislas Kamienski

- 1861: Miecislas Kamienski (Bronzestatue des bei Magenta gefallenen für sein Grabmal auf dem Friedhof Montmartre)
- 1863: Danaide (Marmorstatue),
- 1866: Der Glaube und Hebe
- 1867: Heiliger Sulpicius (Sandsteinstatue)
- 1868: Schwester Martha
- 1873: Das Erwachen (Marmor)
- 1874: Der Tod des Kommandanten Baroche bei Le Bourget
- Büste von Jacques Offenbach (für dessen Grabdenkmal auf dem Friedhof Montmartre)
- Jeune berger soignant son chien malade
- Jules Verne (Marmor, Institut Tessin, Paris)